# Hoogfunctionerend autisme
Hoogfunctionerend autisme (HFA) is een term voor autisme zonder bijkomende verstandelijke beperking. Het is een ietwat verwarrende term, aangezien de meeste mensen met hoogfunctionerend autisme wel degelijk (aanzienlijke) problemen ondervinden in hun functioneren. 'Hoog' slaat dan ook op een vergelijking met mensen met autisme én een verstandelijke beperking.

## Hoogfunctionerend autisme en het syndroom van Asperger
In 2003 stelde Tony Attwood dat hoogfunctionerend klassiek autisme zo veel lijkt op het syndroom van Asperger dat beide begrippen eigenlijk hetzelfde betekenen. In 2002 tot 2006 stelden andere wetenschappers dat er neurologische verschillen zijn.
Hoogfunctionerend autisme werd in de Diagnostic and Statistical Manual of Mental Disorders (DSM) versie IV-TR (2000) niet afzonderlijk vermeld, omdat intelligentie of retardatie niet tot de criteria voor autistische stoornis behoorden. Een eventueel onderscheid met het syndroom van Asperger berust dus op andere criteria.
Het syndroom van Asperger komt niet meer voor in de DSM versie 5 (2013).

## Ondersteuning

### België (Vlaanderen)
In Vlaanderen is er de Vlaamse Vereniging Autisme (als onderdeel van Autisme Centraal). Ouders en professionelen kunnen er vorming volgen over autisme. Een middelbare scholier met hoogfunctionerend autisme kan rekenen op de steun van het geïntegreerd onderwijs. Dit houdt in dat er tot twee lesuren per week vrijgemaakt worden voor een GOn-begeleider. Daarnaast kan men bijvoorbeeld extra tijd voor een examen krijgen, een examen apart maken en informatie krijgen over relaties aangaan met leeftijdsgenoten.

### Nederland
Er zijn in Nederland diverse instanties waar autistische mensen terechtkunnen voor begeleiding of lotgenotencontact. Naast officiële instanties in de GGZ zijn er specifiekere organisaties:
- Personen uit het Autisme Spectrum (PAS) richt zich op normaal begaafde volwassenen met autisme.
- De Nederlandse Vereniging voor Autisme hield zich vroeger vooral bezig met de ouders van kinderen met autisme, later breidde de NVA dit uit tot de hele levensloop; alle leeftijdsfasen van kind tot bejaarde.
- De stichting AutSider heeft als doel neurodivergente mensen te ondersteunen en met elkaar in contact te brengen (onder andere via een internetforum en een Internet Relay Chat-kanaal) en voorlichting en opinies te publiceren op de website.[5] Tot 2022 bestond de doelgroep uit autistische mensen.[5]